# Antipapa Inocêncio III
Inocêncio III (Sezze, Estados Papais - La Cava, Apulia), nascido Lanzo de Sezza, foi um antipapa de 29 de setembro de 1179 a janeiro de 1180. sendo o último dos quatro antipapas (1179-1180) durante o pontificado do Papa Alexandre III.